# サンコール
サンコール株式会社は、トヨタ、ホンダ向け中心にばね、リングなど精密部品製造会社。

## 沿革
- 1943年6月 - 三興線材工業株式会社として創業。
- 1945年7月 - 日染興業株式会社（資本金75 万円）を吸収合併。
- 1952年6月 - トヨタ自動車株式会社他、数社に自動車エンジン用弁ばねの納入を開始。
- 1964年10月 - 大阪証券取引所第2部および京都証券取引所に株式を上場。
- 1974年2月 - 菊池三興株式会社（現・サンコール菊池）を設立稼働。
- 1981年3月 - 山梨三興株式会社（現・サンコールエンジニアリング）を設立稼働。
- 1989年6月 - 米国に合弁会社SANKO PETERSON CORP. を設立。
- 1991年4月 - 社名をサンコール株式会社に変更。
- 1992年4月 - 香港にSUNCALL CO., (H.K.) LTD.を設立。
- 1992年11月 - 「広瀬テクノロジー株式会社」を設立。
- 1994年3月 - 中国深圳市にSUNCALL CO., (H.K.) LTD. の中国工場を開設。
- 1995年1月 - 兵庫県揖保郡に、子会社ミクロワイヤー株式会社を設立。
- 1997年10月 - サンコール仙台株式会社を閉鎖し、その事業をサンコール菊池株式会社へ統合。PT. SUNCALL INDONESIA設立。
- 1999年8月 - SUNCALL SANKO CORP.の子会社　SWISSTORONICIS, INC.を売却。
- 2000年1月 - SUNCALL AMERICA INC. 設立。
- 2000年11月 - SUNCALL HIGH PRECISION (THAILAND) LTD. を設立。
- 2001年1月 - 米国の100％出資法人　SUNCALL SANKO CORP.を清算。
- 2001年12月 - 大阪証券取引所第1部に指定。
- 2002年8月 - ミクロワイヤー株式会社を清算。
- 2004年1月 - 米国の出資57％の現地法人　SANKO PETERSON CORP.を100％子会社化し、米国の子会社 SUNCALL AMERICA INC.(現連結子会社)に吸収合併。
- 2004年5月 - 京都本社敷地内にナノテクセンターを建設。
- 2004年11月 - ベトナムにSUNCALL TECHNOLOGY VIETNAM CO., LTD.を設立。
- 2006年3月 - 中国（広州）にSUNCALL（Guangzhou）CO., LTD.を設立。
- 2009年4月 - 子会社 広瀬テクノロジー株式会社を吸収合併。
- 2011年5月 - 子会社 SUNCALL CO.,（H.K.）LTD.（現連結子会社）が、Suncall Technologies(SZ)Co.,Ltd.（現連結子会社）を設立。
- 2012年12月 - 株式会社神戸製鋼所により中国佛山市に設立された、KOBELCO SPRING WIRE (FOSHAN) CO.,LTD.（現持ち分法適用会社）に資本参加。
- 2013年7月 - 東京証券取引所と大阪証券取引所の現物市場統合に伴い、東京証券取引所第1部となる。
- 2013年8月 - 中国　広州市に販売子会社 Suncall（Guangzhou）Trading Co.,Ltd.（現連結子会社）を設立。
- 2013年9月 - メキシコ合衆国アグアスカリエンテス州に子会社 SUNCALL TECHNOLOGIES MEXICO,S.A.DE C.V.(現連結子会社)を設立。
- 2013年11月 - 韓国　梁山市に合弁会社 K & S WIRE CO.,LTD.を設立。
- 2014年6月 - 中国天津市に子会社SUNCALL (Tianjin) CO.,LTD.(現連結子会社)を設立。
- 2014年10月 - メキシコ合衆国アグアスカリエンテス州に合弁会社HS POWERSPRING MEXICO,S.A de C.V.を設立。
- 2017年1月 - 米国テキサス州ダラス市に、営業拠点SUNCALL AMERICA INC. Dallas Officeを設立。
- 2023年10月 - 東京証券取引所スタンダード市場へ市場変更。